# Радецкий, Роман Константинович
Роман Константинович Раде́цкий (1909—1976) — советский гидротехник, лауреат Сталинской премии первой степени (1950).

## Биография
Родился 8 августа 1909 года в Петрокове (ныне Пётркув-Трыбунальски, Польша).
Окончил ЛПИ имени М. И. Калинина (1931).
- 1931—1941 инженер-гидротехник на строительстве Нивских ГЭС в УС «Нивагэсстрой»,
- 1941—1946 начальник управления основных сооружений УС «Иртышгэсстрой» на строительстве Иркутской ГЭС,
- 1946—1950 начальник строительного управления головного узла Нива ГЭС-3;
- 1950—1958 главный инженер строительства судоходного шлюза Камской ГЭС, заместитель главного инженера УС «Камгэсстрой»,
- 1958—1962 заместитель главного инженера, с января 1962 г. и. о. главного инженера строительства Воткинской ГЭС.
- с мая 1962 года инженер в производственно-техническом отделе Главгидроэнергостроя.

После аварии в Чайковском шлюзе приговором Пермского областного суда от 23 августа 1962 года виновными в преступлении, предусмотренном частью 2 статьи 170 Уголовного кодекса РСФСР («Злоупотребление властью или служебным положением») были признаны председатель пусковой комиссии, начальник технического управления Министерства строительства электростанций СССР В. И. Севастьянов и исполняющий обязанности главного инженера строительства Р. К. Радецкий и им было назначено наказание в виде 6 и 4 лет лишения свободы соответственно. Приговор был обжалован, и по словам Р. К. Радецкого, бывший начальник строительства Камской ГЭС и с 1954 года начальник строительства Братской ГЭС, депутат Верховного Совета РСФСР И. Н. Наймушин добился встречи с Председателем Президиума ВС РСФСР Н. Г. Игнатовым, который на уже готовом приговоре написал «условно».
С 1963 года работал на Киевской гидроаккумулирующей станции. С 1964 года — главный технолог, заместитель главного инженера УС «Кременчуггэсстрой» на строительстве Киевской ГЭС и Киевской ГЭС-ГАЭС.
Умер в 1976 году.

## Признание
- Сталинская премия первой степени (1950)— за разработку проекта и сооружение ГЭС